# Clarence Burton
Pour les articles homonymes, voir Burton.
Clarence (Forrest) Burton, né le 10 mai 1882 à Fort Lyons (Missouri) et mort le 2 décembre 1933 à Los Angeles (quartier d'Hollywood, Californie), est un acteur américain.

## Biographie
Après des débuts dès l'enfance au théâtre au sein de troupes itinérantes, Clarence Burton contribue au cinéma à cent-soixante-cinq films américains (principalement muets), les dix-huit premiers étant des courts métrages sortis en 1913 — dont Le Loup-garou d'Henry MacRae, avec Phyllis Gordon et Lule Warrenton.
Suivent notamment plusieurs réalisations de Cecil B. DeMille, dont L'Admirable Crichton (1919, avec Thomas Meighan et Gloria Swanson), Les Dix Commandements (1923, avec Theodore Roberts et Charles de Rochefort) et Le Roi des rois (1927, avec H. B. Warner et Dorothy Cumming).
Parmi ses autres films muets, mentionnons L'Aventure de Mary de Henry King (1918, avec Mary Miles Minter et Allan Forrest), Inconscience de Sam Wood (1922, avec Gloria Swanson et Stuart Holmes) et L'Épave vivante de Frank Capra et Irvin Willat (1928, avec Jack Holt et Dorothy Revier).
Après le passage au parlant, il apparaît encore dans quelques films, dont Le Club des trois de Jack Conway (1930, avec Lon Chaney et Lila Lee) et Le Signe de la croix de Cecil B. DeMille (1932, avec Fredric March et Charles Laughton), son dernier tournage.
Clarence Burton meurt prématurément en 1933, à 51 ans, des suites d'une crise cardiaque.

## Filmographie partielle

### Période du muet (1913-1928)

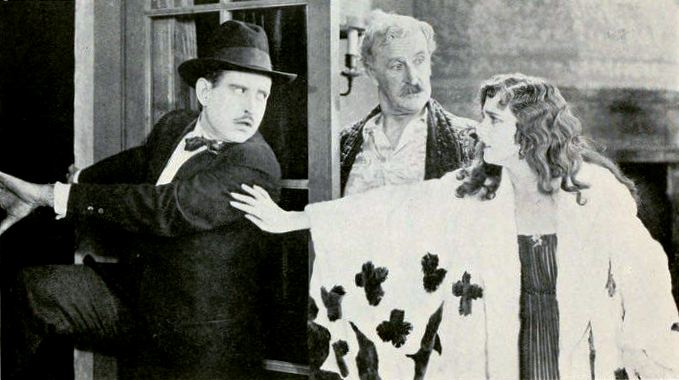
Clarence Burton, Theodore Roberts et Agnes Ayres (de g. à d.), dans Le Fruit défendu (1921)

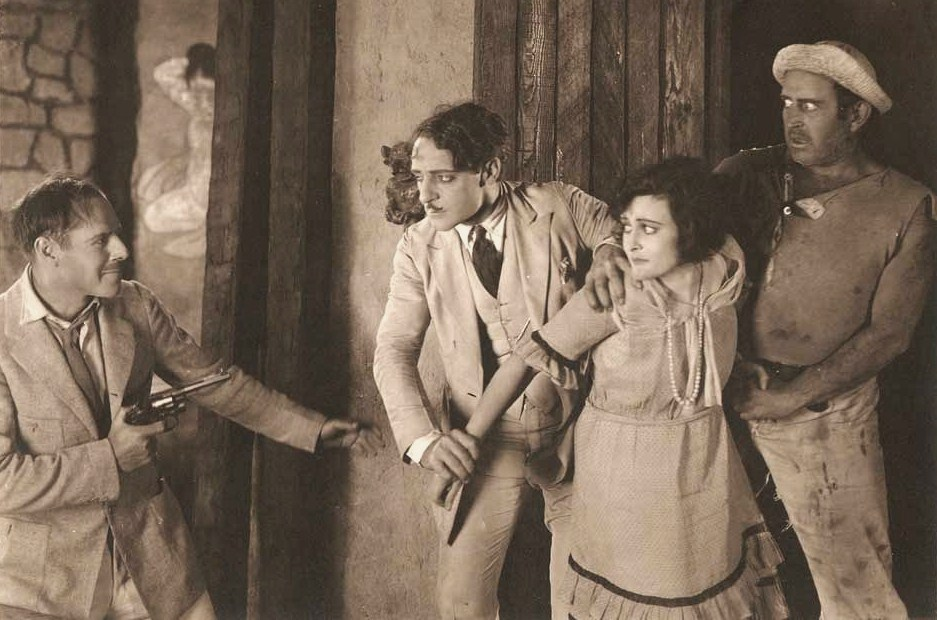
Jack Holt, Jean De Briac, Sylvia Breamer et Clarence Burton (de g. à d.), dans The Man Unconquerable (1922)

- 1913 : The Right Road de Francis J. Grandon (court métrage) : Luther Patten
- 1913 : Le Loup-garou (The Werewolf) de Henry MacRae (court métrage) : Ezra Vance
- 1914 : The Vagabond Soldier d'Henry MacRae (cout métrage) : le colonel Burton
- 1915 : The Honor of Kenneth McGrath de Sydney Ayres (court métrage) : Howard McGrath
- 1916 : L'Enfant du péché (Faith) de James Kirkwood Sr. : John Thorpe
- 1916 : Purity de Rae Berger (en) : l'éditeur
- 1916 : La Petite Danseuse des rues (A Dream or Two Ago) de James Kirkwood Sr. : le père de Millicent
- 1916 : Lying Lips d'Edward Sloman : Arnold Howard
- 1917 : Pride and the Man d'Edward Sloman : Jim Gibson
- 1917 : La Petite Naufragée (en) (Periwinkle) de James Kirkwood Sr. : Sam Coffin
- 1918 : Mary la petite journaliste (Powers That Prey) de Henry King : Jarvis McVey
- 1918 : Le Collier d'émeraudes (en) (A Bit of Jade) d'Edward Sloman : Lantz
- 1918 : Fame and Fortune de Lynn Reynolds : le shérif de Palo
- 1918 : L'Aventure de Mary (Beauty and the Rogue) de Henry King : le détective Callahan
- 1919 : La Nouvelle Adepte (Castle in the Air) de George D. Baker : John McArthur
- 1919 : L'Admirable Crichton (Male and Female) de Cecil B. DeMille : le capitaine du yacht
- 1919 : Un type à la hauteur (Six Feet Four) de Henry King : le shérif Cole Dalton
- 1920 : L'Échange (Why Change Your Wife?) de Cecil B. DeMille : un invité de la soirée
- 1920 : The Six Best Cellars de Donald Crisp : Ed Hammond
- 1921 : Le Paradis d'un fou (Fool's Paradise) de Cecil B. DeMille : Manuel
- 1921 : Romance d'autrefois (en) (The Lost Romance) de William C. de Mille : le détective
- 1921 : Le Fruit défendu (Forbidden Fruit) de Cecil B. DeMille : Steve Maddock
- 1921 : Lulu Cendrillon (Miss Lulu Bett) de William C. de Mille : Ninian Deacon
- 1922 : Inconscience (Her Husband's Trademark) de Sam Wood : le bandit mexicain
- 1922 : The Man Unconquerable (en) de Joseph Henabery : Nilsson
- 1922 : Le Calvaire de madame Mallory (The Impossible Mrs. Bellew) de Sam Wood : le détective
- 1922 : La Justicière (The Crimson Challenge) de Paul Powell : Black Bart
- 1922 : Le Réquisitoire (Manslaughter) de Cecil B. DeMille : un membre du jury
- 1922 : Le Scrupule (en) (Her Own Money) de Joseph Henabery : Harvey Beecher
- 1922 : La Bourrasque (The Beautiful and Damned) de William A. Seiter  : Bloeckman
- 1923 : La Rançon d'un trône (Adam's Rib) de Cecil B. DeMille : l'ermite
- 1923 : Nobody's Money de Wallace Worsley
- 1923 : Un dépensier (en) (Mr. Billings Spends His Dime) de Wesley Ruggles : Diego
- 1923 : Les Dix Commandements (The Ten Commandments) de Cecil B. DeMille : le surveillant (prologue)
- 1924 : La Croisière du Navigator (The Navigator) de Buster Keaton et Donald Crisp : un espion / un cannibale
- 1924 : Bluff de Sam Wood
- 1925 : L'Empreinte du passé (The Road to Yesterday) de Cecil B. DeMille : Hugh Armstrong
- 1925 : L'Homme du ranch (en) (The Coming of Amos) de Paul Sloane : Pedro Valdez
- 1926 : L'Espionne (Three Faces East) de Rupert Julian : John Ames
- 1926 : The Danger Girl d'Edward Dillon
- 1926 : Le Neurasthénique (en) (The Nervous Wreck) de Scott Sidney : Andy McNab
- 1927 : Le Roi des rois (The King of Kings) de Cecil B. DeMille : Dismas
- 1927 : Le Brigadier Gérard (The Fighting Eagle) de Donald Crisp : le colonel Neville
- 1927 : Chicago de Frank Urson : un sergent de police
- 1928 : Le Clan des aigles (Stand and Deliver) de Donald Crisp : le capitaine Melok
- 1928 : L'Épave vivante (Submarine) de Frank Capra et Irvin Willat : le commandant du sous-marin

### Période du parlant (1929-1932)
- 1929 : Loin du ghetto (The Younger Generation) de Frank Capra : un sergent de police
- 1929 : The Love Racket (en) de William A. Seiter : l'avocat de la défense
- 1929 : La Fille sans dieu (The Godless Girl) de Cecil B. DeMille : un gardien de prison
- 1929 : Barnum avait raison (Barnum Was Right) de Del Lord : Martin
- 1929 : Dynamite de Cecil B. DeMille : un officier de police
- 1930 : Only Saps Work (en) de Cyril Gardner et Edwin H. Knopf : le sergent Burns
- 1930 : Le Club des trois (The Unholy Three) de Jack Conway : Regan
- 1930 : The Love Trader (en) de Joseph Henabery : John
- 1932 : Le Visage masqué (Behind the Mask) de John Francis Dillon : l'agent Gorman
- 1932 : Le Signe de la croix (The Sign of the Cross) de Cecil B. DeMille : Servillius